# Enrico Serra (politico)
Enrico Serra (Genova, 27 giugno 1934 – Genova, 9 aprile 2017) è stato un politico italiano.

## Biografia
Medico chirurgo specializzato in ortopedia, simpatizzante in gioventù del PLI, negli anni '80 è vicino ai socialisti del sindaco Fulvio Cerofolini.
Nei primi anni '90 si avvicina alla Lega Nord nella corrente liberale federalista che ha il suo punto di riferimento a Genova in Sergio Castellaneta.
In occasione delle elezioni amministrative del 1993, si candida a sindaco con il sostegno della Lega Nord: Serra ottiene un successo inaspettato raccogliendo il 26% dei voti, ma è sconfitto al secondo turno dal candidato dei Progressisti, il magistrato Adriano Sansa.
Eletto in consiglio comunale per la minoranza fonda il gruppo San Giorgio, battendosi per la piena autonomia finanziaria dei comuni con l'attribuzione della quota maggioritaria del gettito erariale riscosso direttamente all'ente locale.
Fonda il gruppo universitario Lega Nord presso l'ateneo di Genova con adesione di docenti e studenti delle diverse facoltà. 
Nel 1994 viene eletto senatore della XII legislatura della Repubblica Italiana aderendo al Gruppo della Lega Nord.
Dal 14 marzo 1996 lascia la Lega Nord per aderire al Gruppo misto rimanendo nell'area politica del centrodestra.
Dal 1994 al 1996 è componente dell'assemblea parlamentare del Consiglio d'Europa sedendo nel gruppo liberale E.L.D.R.
Presenta, insieme all'avvocato socialista Fabio Panariello, un disegno di legge per l'abrogazione parziale della Legge Merlin nel senso della piena legalizzazione della prostituzione.
Alle elezioni amministrative del 1998 si ricandida al consiglio comunale di Genova come indipendente di area liberale nella lista di Alleanza nazionale senza però essere eletto.
Nel 1998 fonda il Comitato per la difesa dei borghi storici di Sturla e Vernazzola insieme ai consiglieri di municipio Paolo Cavagnaro, Giuliano Gattorno e Alessandro Bruzzone.
Partecipa alla fondazione del movimento Italia popolare che promuove l'alleanza dei moderati di area cattolica, liberale e socialriformista poi confluito nel progetto di Democrazia europea in vista delle elezioni politiche.
Alle elezioni politiche del 2001 appoggia la candidatura alla Camera dei deputati per la lista del Nuovo PSI, collegata al Polo della Libertà, del professor Claudio Nicolini, il quale non sarà però eletto non avendo la lista socialista raggiunto il quorum necessario.
Grande appassionato di vela è stato per anni presidente del Circolo Vele Vernazzolesi, società sportiva sita in Genova Sturla ed affiliata alla F.I.V., nonché socio fondatore del Circolo Nautico Sturla.
Coniugato con Maria Rosa Bonotto, due figli Giovanni Battista e Vittorio.
Ha svolto il servizio militare come ufficiale medico nell'Arma dei Carabinieri ed ha prestato servizio come medico di bordo sulle navi da crociera.
Negli ultimi anni era impegnato come pittore dilettante e studioso di storia dell'arte.
Era discendente del Marchese Girolamo Serra  primo presidente del Direttorio della Repubblica Ligure durante l'occupazione napoleonica e per linea materna da una famiglia della nobiltà catalana.

## Incarichi e uffici ricoperti nella Legislatura
Gruppo Lega Nord : 
Membro dal 18 aprile 1994 al 14 marzo 1996 
Gruppo Misto : 
Membro dal 14 marzo 1996 all'8 maggio 1996
7ª Commissione permanente (Istruzione pubblica, beni culturali):
Membro dal 31 maggio 1994 al 25 gennaio 1995
Membro dal 31 maggio 1995 all'8 maggio 1996
12ª Commissione permanente (Igiene e sanità):
Membro dal 25 gennaio 1995 al 31 maggio 1995
Commissione parlamentare d'inchiesta sulle strutture sanitarie:
Membro dal 6 luglio 1995 all'8 maggio 1996
Membri dell'Assemblea Parlamentare del Consiglio d'Europa:
Membro dal 22 giugno 1994 all'8 maggio 1996 Gruppo Alleanza liberali e riformatori europei (ELDR)